# Podgórze-Parcele
Podgórze-Parcele (prononciation : [pɔdˈɡuʐɛ parˈt͡sɛlɛ]) est un village polonais de la gmina de Mała Wieś dans le powiat de Płock de la voïvodie de Mazovie dans le centre-est de la Pologne.
Le village compte approximativement une population de 160 habitants en 2013.

## Histoire
De 1975 à 1998, le village appartenait administrativement à la voïvodie de Płock.